# يوسف زعرور
يوسف زعرور (باللغة العبرية: يوسفين زاعررور، ولِد يوسف زعرور في بغداد عام 1902 وتوفي في إسرائيل- 1969) يهودي عراقي مشهور عالميًا. كونه عازف قانون ومخرج أوركسترا راديو بغداد خلال الثلاثينيات.

## سيرة شخصية
ولد زعرور عام 1902 في بغداد لعائلة نبيلة لديها العديد من الأطفال. عندما كان طفلاً، جرفته الموسيقى والألحان في الكنيس وصنع لنفسه آلة تشبه القانون ضد رغبة والديه، اللذين كانا يخشيان أن تعطل الموسيقى دراساته العامة ودراسات التوراة في المدرسة الدينية. وفي سن الرابعة عشرة، انضم إلى مجموعة من الناس الذين يكسبون رزقهم من أناشيد البركات في الأعياد. في سن الثامنة عشرة اشترى لنفسه أول قانون وسرعان ما أتقن هذه الآلة المعقدة وبدأ العزف على الفلوت والكمان والتشيلو أيضًا. وفي سن العشرين، افتتح مدرسة لمختلف الآلات الموسيقية التي لاقت نجاحًا كبيرًا. ولكونه خبيرًا في المعرفة الواسعة التي اكتسبها وفي نبرته المطلقة، تحول عزفه على القانون من لحن شعبي إلى عزف حديث وفني، واكتسب مكانة مرموقة في عالم الموسيقى في بغداد. وفي عام 1931، شارك في عرض لسامي الشوا [الإنجليزية]، أحد أعظم عازفي الكمان في الموسيقى العربية، والتقى بأعظم الملحنين والمطربين محمد عبد الوهاب وأم كلثوم، اللذين جاءا إلى العراق.
كان زعرور عازفًا مصاحبًا للمطرب العراقي الشهير محمد الجبنشي [الإنجليزية]، وسافرا معًا إلى برلين للتسجيل في التسجيلات والحفلات. بُثت العديد منها في برلين على إحدى المحطات باللغة العربية. بالإضافة إلى ذلك، قدم هو وفرقته عروضاً في برلين أمام الجالية العراقية هناك.
قاد يوسف زعرور وأدار الأوركسترا الرسمية التي تمثل العراق في المؤتمر الدولي الأول للموسيقى العربية في القاهرة عام 1932، حتى أنه فاز بالمركز الأول وحصل على ميدالية. عُيين زعرور مديراً للقسم الموسيقي في إذاعة بغداد في عام 1936. وكان التعيين من قبل رئيس الوزراء آنذاك نوري السعيد. اختبر ضمن عمله العديد من الموسيقيين بغرض تأسيس ثلاث فرق موسيقية: العراقية والكردية والمصرية. وبصفته محرر البرامج الموسيقية في المحطة، فحص العديد من الموسيقيين بغرض دمجهم في هذه البرامج بالإضافة الى دمج الموسيقيين اليهود. كما أنشأ فرقة أخرى من الموسيقيين المسلمين من بغداد الذين عزفوا في أيام السبت والأعياد اليهودية. قدم عروضه أمام الملك ووزراء الحكومة وأمين بغداد خارج وظيفته الرسمية في محطة الإذاعة.
كان قد غنى في فلسطين الانتدابية قبل قيام دولة إسرائيل عام 1944، ثم عاد إلى العراق. في عام 1956، قاطعت هيئة الإذاعة البريطانية حفلاته التي سجلها في العراق للمحطة بعد الحرب العالمية الثانية خلال حملة سيناء.
ألف زعرور العديد من الأغاني والألحان التي لا تزال تعزف. يعتبر أكبر من ساهم في شهرة ناظم الغزالي وله الفضل في تقديمه الى مجتمع الموسيقى العربية.

## روابط خارجية
- يوسف زعرور، أستاذ الموسيقى اليهودي البغدادي، الأمام، 23 سبتمبر 2016، على موقع يوتيوب
- الموسيقار جوزيف زعرور الجزء الأول فيديو على اليوتيوب (الحان) مركز التراث اليهودي البابلي
- الموسيقار جوزيف زعرور الجزء الثاني فيديو على اليوتيوب (الحان) مركز التراث اليهودي البابلي
- الموسيقار جوزيف زعرور الجزء الثالث فيديو على اليوتيوب (الحان) مركز التراث اليهودي البابلي
- أمسية في ذكرى يوسف زعرور في مركز التراث البابلي - الجزء الأول، فيديو على اليوتيوب مركز التراث اليهودي البابلي
- أمسية في ذكرى يوسف زعرور في مركز التراث البابلي - الجزء الثاني، فيديو على اليوتيوب مركز التراث اليهودي البابلي